# Finlandce
Finlandce (biał. Фінглясы; ros. Финглясы) – dawny chutor na Białorusi, w obwodzie witebskim, w rejonie miorskim, w sielsowiecie Jazno. W 2008 miejscowość została zlikwidowana.
Dawniej używane nazwy – Finlas.

## Historia
W czasach zaborów w gminie Jazno, w powiecie dzisieńskim, w guberni wileńskiej Imperium Rosyjskiego.
W latach 1921–1945 folwark leżał w Polsce, w województwie wileńskim, w powiecie dziśnieńskim, w gminie Jazno.
W 1931 znajdował się tu 1 dom mieszkalny.
W wyniku napaści ZSRR na Polskę we wrześniu 1939 miejscowość znalazła się pod okupacją sowiecką. 2 listopada została włączona do Białoruskiej SRR. Od czerwca 1941 roku pod okupacją niemiecką. W 1944 miejscowość została ponownie zajęta przez wojska sowieckie i włączona do obwodu witebskiego Białoruskiej SRR.
Do 1960 leżał w sielsowiecie Malinówka.
Od 1991 w składzie niepodległej Białorusi.